# Кутырев, Гавриил Яковлевич
Гавриил Яковлевич Кутырев (27 марта 1887, станица Урюпинская, Область войска Донского — 3 марта 1944, Ростов-на-Дону) — участник Гражданской войны, временный командующий 5-й армией РККА.

## Биография
Сын урядника Якова Архиповича Кутырева. Образование получил в реальном училище, 6 классов. Окончил Новочеркасское казачье училище в 1908. В 1908—1915 в донском казачестве. В 1916—1917 старший адъютант по оперативной части штаба 84-й пехотной дивизии, начальник штаба этой же дивизии. Окончил ускоренный курс Николаевской военной академии в 1917. Офицер генштаба с 1918, получил назначение в штаб Московского района обороны. Добровольно поступил в РККА. Начальник разведывательного отдела штаба военрука Московского района обороны в 1918, начальник отдела регистрационного управления Полевого штаба РВСР в 1918—1919. Начальник штаба 12-й армии с 15 июня до 7 октября 1919. Исполняющий должность начальника штаба 5-й армии с 1 декабря 1919 до 15 февраля 1920, временно исполняющий должность командующего 5-й армией с 24 января до 3 февраля 1920, начальник Оперативного управления штаба 5-й армии с февраля до 15 марта 1920. Начальник военной части Приуральского военного округа на 25 марта 1920. В 1920—1921 начальник штаба войск Донской области, временно исполняющий должность командующего войсками Донской области. В распоряжении начальника штаба Отдельной Кавказской армии на 28 июня 1921. Начальник штаба Батумского укрепрайона с 25 августа 1921.
В 1926 году уволен в запас.

## Репрессии
В 1919 член РВС 12-й армии А. Я. Семашко был арестован Особым отделом ВЧК вместе со своим начальником штаба Г. Я. Кутыревым.
Л. Д. Троцкий обратился 11 августа 1919 в ЦК РКП(б):
«Прошу сообщить, почему арестован Семашко. Напоминаю, что это партийный работник с серьёзными заслугами по части организации формирований. Его преступление на Западном фронте состояло в том, что он требовал подчинения 7-й армии Запфронту. Он был арестован против состоявшегося соглашения Лациса и Раковского, против моего заявления, что без санкции Цека он арестован не будет. От Цека никакого ответа я не получил на свой запрос. Между тем Семашко арестован.»
Через 3 дня Троцкий снова обратился в Москву:
«На все свои запросы по поводу члена РВС 12-й армии Семашко, арестованного по ордеру ЧК, не получил никакого ответа. Арест Семашко вызывает величайшее недоумение, а по обстановке — возмущение всех ответственных работников, начиная с Раковского. Согласно установленному порядку, члены РВС не могут быть арестованы без согласия РВСР. Было ли такое согласие, кому оно было дано?»
Троцкий способствовать освобождению Семашко и Кутырева из ВЧК, но и настоял на их реабилитации, о чём 15 августа 1919 уведомлял Москву:
«Считаю не только допустимым, но и необходимым возвращение Кутырева и Семашко в 12-ю армию. Прошу передать обоим следующее, в письменном виде: „Уважаемые товарищи Семашко и Кутырев. Выражаю крайнее сожаление по поводу учиненного над Вами безобразия. Арест был совершен вопреки моему воспрещению и является следствием злой воли и бессмысленной путаницы. С товарищеским приветом, Троцкий.“»
4 августа 1938 года был арестован по делу троцкистов. 16 июня 1941 года освобождён в связи с прекращением дела (справка номер 89 УНКВД по Ростовской области от 16.06.1941 года).
Данные о дате смерти разнятся: 1944 год, Ростов-на-Дону или 1965 год, Сочи.

## Звания
- хорунжий (15 июня 1908);
- сотник (5 октября 1911);
- подъесаул (11 сентября 1915);
- есаул (1917).

## Награды
- Орден Св. Станислава 3-й степени (14.08.1915)
- Орден Св. Анны 3-й степени (08.10.1916)
- Орден Св. Анны 4-й степени (Аннинское оружие) (06.07.1916)
- Орден Св. Станислава 2-й степени (14.08.1916)